# Bauru-Arealva Airport
Bauru-Arealva Airport (engelska: Moussa Nakhl Tobias State Airport, portugisiska: Aeroporto Estadual Moussa Nakhl Tobias, Aeroporto de Bauru-Arealva) är en flygplats i Brasilien.   Den ligger i kommunen Arealva och delstaten São Paulo, i den södra delen av landet, 700 km söder om huvudstaden Brasília. Bauru-Arealva Airport ligger 588 meter över havet.
Terrängen runt Bauru-Arealva Airport är huvudsakligen platt. Bauru-Arealva Airport ligger uppe på en höjd. Runt Bauru-Arealva Airport är det tätbefolkat, med 570 invånare per kvadratkilometer.. Närmaste större samhälle är Bauru, 16,6 km söder om Bauru-Arealva Airport.
Omgivningarna runt Bauru-Arealva Airport är huvudsakligen savann.